# Фрейман, Имант Георгиевич
Имант Георгиевич Фрейман (латыш. Imants Freimanis, 19 апреля [1 мая] 1890, имение Ислице [близ нынешнего г. Елгава, Латвия], Добленский уезд, Курляндская губерния, Российская империя — 8 февраля 1929, Ленинград, СССР) — учёный, радиоинженер, один из основателей отечественной радиотехники, строитель мощных радиостанций в России; ввёл в обращение термины «радиотехника» и «радиовещание»; изобретатель, разработал и создал радиопередатчик для первого в мире радиозонда; первый председатель секции связи и наблюдения Научно-технического комитета Морских сил РККА; педагог, декан электро-физического факультета, начальник и профессор первой в стране кафедры радиотехники электротехнического института и начальник кафедры радиосвязи Военно-морской академии в Петрограде; основатель радиолюбительства в СССР; полиглот, знал пять языков.

## Биография

### Ранние годы
Родился 19 апреля (1 мая) 1890 года в имении Ислице (близ нынешнего г. Елгава, Латвия) Добленского уезда Курляндской губернии Российской империи в семье учителя приходской школы.
Получил начальное домашнее образование. Мать — Ольга Фрейман — сама обучала сына иностранным языкам (немецкому, французскому и русскому), а также музыке. Играл на фортепьяно, занимался балетом. В 1907 году, окончив Митавское реальное училище, поступил в Санкт-Петербургский электротехнический институт имени императора Александра III (ЭТИ).
В 1911—1912 годах, во время студенческой практики, принимал участие в строительстве мощных радиостанций Почтово-телеграфного ведомства в Риге и на о. Руно (ныне Рухну), в Архангельском почтово-телеграфном округе — радиостанций в Исакогорке, на о. Вайгач и на Югорском Шаре. Дипломный проект защищал по вопросам экспериментального исследования вращающегося разрядника Маркони и разработки радиотелеграфной линии Москва—Баку.

### Служба в Российской империи
В 1913 году окончив институт с дипломом инженера-электрика первого разряда, был назначен помощником своего бывшего преподавателя в институте Н. А. Скрицкого, который стал делопроизводителем Междуведомственного радиотелеграфного комитета, учреждённого в 1912 году в России. В 1913 году И. Фрейман побывал на заводах фирмы «Телефункен» в Берлине и на предприятиях фирмы «Маркони» в Челмсфорде (вблизи Лондона), где быстро изучил английский язык и ознакомился с новинками зарубежной радиотехники.
В 1915 году был принят на работу лаборантом по курсу радиотелеграфных станций в ЭТИ, затем стал старшим лаборантом, а в декабре того же года назначен преподавателем института. С началом Первой мировой войны его деятельность была связана с Военно-морским флотом. Совместно с инженером М. В. Шулейкиным он разработал двухконтурный приёмник для корабельных и береговых радиостанций, который был принят на вооружение флота в 1915 году. С августа 1915 года служил вольнонаёмным минного отдела Главного управления кораблестроения, который ведал радиосвязью. Под руководством Скрицкого приступил к проектированию сверхмощной радиостанции (300 кВт) для нужд флота на Дальнем Востоке. Параллельно с 1916 года стал преподавателем первой в России кафедры радиотехники в ЭТИ.
К началу 1916 года Скрицкий и Фрейман завершили проект радиостанции на о. Русский, и Морское ведомство начало её строительство около Владивостока для связи с судами в Тихом океане, а также с Москвой (через проектируемую радиостанцию в Томске) и Америкой. В течение 1916—1917 годов оба инженера по очереди выезжали на Дальний Восток для наблюдения за ходом строительства станции, во время командировок Фрейман изучил японский язык.
В 1917 году возглавил кафедру радиотехники Петербургского электротехнического института (ЭТИ), читал лекции во Втором Политехническом институте. В том же году была опубликована его первая книга «Краткий очерк основ радиотехники».

### Служба в советское время
В 1918 году принял активное участие в создании «Российского общества радиоинженеров» (РОРИ) в Петрограде, благодаря которому была образована Нижегородская радиолаборатория и начал издаваться специальный журнал «Телефония и телеграфия без проводов». В марте 1919 года был мобилизован в ряды Рабоче-крестьянской Красной армии. В мае 1919 года назначен на должность радиоприёмщика в Минный отдел Главного управления кораблестроения, а в октябре 1921 года стал старшим радиоприёмщиком. Одновременно работал над диссертацией по теме: «О законах подобия радиосетей» и читал курс радиотехники в ЭТИ, был избран секретарём издательской комиссии института.
В 1919 году тайным голосованием (подавляющим большинством голосов) был избран на должность преподавателя курса беспроволочной телеграфии в ЭТИ, хотя на эту должность баллотировался и его учитель, известный профессор А. А. Петровский. В августе того же года он подал заявку об изобретении устройства для многократного телефонирования с применением катодных электроннолучевых коммутаторов, что в последующем опередило практическое развитие многоканальной связи. В 1921 году защитил магистерскую диссертацию и был утверждён в должности профессора института. В том же году по инициативе профессора физики М. М. Глаголева и Фреймана была создана первая в России учебная научно-исследовательская электровакуумная лаборатория, в план работы которой были включены исследования в области рентгенотехники. В 1922—1925 годах работал деканом электрофизического факультета ЭТИ. С 1922 и до 1929 года являлся членом Технического совета по радио Треста заводов слабого тока и Центральной радиолаборатории, научным консультантом Научно-испытательной станции Наркомата почт и телеграфов (в 1922—1928 годах).
В сентябре 1921 года сделал доклад на первом Всероссийском съезде любителей мироведения, в котором предложил в государственном масштабе развивать радиолюбительство. По инициативе Петровского и Фреймана в ноябре 1922 года в Петрограде был организован первый радиолюбительский кружок, а в 1923 году была организована радиосекция в ЭТИ. Под редакцией Фреймана выпускались справочники для радиолюбителей.
В 1922 году стал организатором кафедры радиосвязи в Военно-морской академии и до 1929 года был её начальником, параллельно в эти годы читал курс радиотехники на электротехническом факультете в Военно-инженерной академии, продолжал чтение лекций во Втором политехническом институте. Летом 1923 года организовал практику для своих учеников в Севастополе. В ходе практики слушатели Военно-морской академии А. И. Берг, Н. П. Суворов и А. Н. Гриненко-Иванов наладили подводную связь на подводных лодках Черноморского флота. Связь велась на изолированные рамочные сети, находившиеся под водой, когда лодка шла в полупогружённом состоянии, на малых глубинах.

Почтовая карточка. 125 лет учёному радиотехнику И. Г. Фрейману. 2015 г.

3 апреля 1924 года был назначен первым председателем секции связи и наблюдения Научно-технического комитета Морских сил РККА (в этой должности находился до 1927 года), ведал вопросами корабельной радиосвязи, береговой службы наблюдения и связи, гидроакустики и аэроакустики, визуальной связи и наблюдения, сигнализации невидимыми лучами и кораблевождения. Был инициатором и руководителем разработки первой системы радиовооружения флота «Блокада-I», на основе которой были позже созданы два следующих поколения флотских радиосистем.
В 1924 году стал председателем издательской комиссии ЭТИ, в том же году был издан его фундаментальный труд «Курс радиотехники» (повторно в 1928 году), в рецензии на эту книгу будущий академик профессор А. А. Чернышев писал: «Можно с полной уверенностью сказать, что эта книга явилась первым в мире учебником радиотехники как инженерной науки».
С 1925 по 1926 год работал заместителем директора ЭТИ по учебной работе. Во время отъезда директора ЛЭТИ профессора А. А. Смурова в Англию в 1926 году выполнял обязанности директора института. С 30 марта 1926 года параллельно работал помощником директора по радио Государственного электротехнического треста заводов слабого тока.
В 1928 году, по инициативе профессора П. А. Молчанова, И. Фрейман разработал и создал радиопередатчик для первого в мире радиозонда, который был запущен уже после смерти радиотехника.
Ввёл в обращение термины «радиотехника» и «радиовещание» (вместо слова «широковещание»).
Длительное время болел туберкулёзом горла. Командование Военно-морских сил приняло решение о его лечении за границей, но правительственная телеграмма о направлении его на лечение в Швейцарию, к сожалению, опоздала.
Имант Георгиевич Фрейман умер 8 февраля 1929 года в Ленинграде, похоронен на Смоленском православном кладбище.

### Семья
- Сын — Фрейман Игорь Имантович, родился 15 июня 1917 года, служил в Иркутском военном училище связи, участник Великой Отечественной войны, инженер-полковник[15].
- Внучка — Золотинкина Лариса Игоревна, кандидат технических наук, директор Мемориального музея А. С. Попова Санкт-Петербургского государственного электротехнического университета «ЛЭТИ»[16].

## Память
В 1929 году была установлена первая в ЛЭТИ мемориальная доска около лаборатории специального курса радиотехники посвящённая Фрейману, а сама лаборатория была названа его именем.
В 2015 году Издательский центр «Марка» Россвязи выпустил почтовую карточку посвящённую 125-летию со дня рождения И. Г. Фреймана и провёл спецгашение к юбилею.